# مسرح الأزبكية

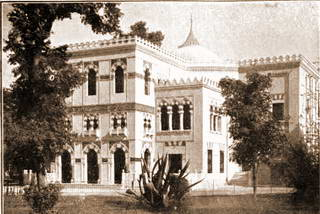
مسرح الأزبكية عام 1928

مسرح الأزبكية كان يسمي من قبل تياترو حديقة «الأزبكية» بوسط القاهرة.
أمر بإنشائه الخديو إسماعيل ليكون على مقربة من الأوبرا التي صمم معمارها ومعمار المسرح مهندس إيطالي، وذلك ضمن استعانة الخديو إسماعيل بالمهندسين الإيطاليين، إلى جانب الفرنسيين، لتحقيق حلمه الذي كان يهدف إلى جعل القاهرة أشبه بالعواصم الأوربية في كل شيء، ولذلك استعان بالمهندس الفرنسي الذي صمم حدائق التيوليري في باريس لتصميم حديقة الأزبكية، بعد ردم بركتها الشهيرة، وبناء الأوبرا التي كلف الموسيقار الإيطالي فردى بأن يكتب أوبرا خاصة بمناسبة افتتاحها، ضمن حفلات افتتاح قناة السويس سنة 1869.

## وصفه
- بوابة المسرح تفضي إلى باحة واسعة، تدخلها سيارات نجوم العرض المقدّم.
- صالة المسرح تشبه صالة الأوبرا في تصميمها، وفي زخارفها الذهبية.
- المسرح من الداخل، خصوصاً وأنت تراه من أعلى التياترو، قريباً من زخارف السقف ومقرنصاته الذهبية، فضلا عن مقاصيره العليا والمحيطة بالمسرح كالسور البيضاوي الشكل،
- به «بنوارا» خاصاً، يحمل التاج المصري مذهباً، هو البنوار الملكي ولا تزال هناك، إلى اليوم، لوحة رخامية تحمل أسماء مديري المسرح.

## تاريخه
- بدأ الخديو إسماعيل إنشاءه في 22 نوفمبر 1867 وافتتح في 4 يناير 1868 تحت إدارة الخواجة منسي.
- وقد ظل مسرح الأزبكية يحمل اسم «تياترو حديقة الأزبكية» إشارة إلى الأثر الإيطالي الذي يتجلى في استخدام اللفظ الإيطالى الدال على المسرح، وقد ظل المسرح، على مدى نصف قرن، مكانا مفضلا للفرق المسرحية الزائرة التي كان أكثرها أجنبيا، بالرغم من وجود فرق عربية قدّمت عروضها عليه، وكان سر كثرة العروض الأجنبية راجعاً إلى تزايد هجرة الأجانب إلى مصر، خصوصا من فرنسا وإيطاليا واليونان، فضلا عن إنجلترا التي أصبح جيشها يحتل مصر منذ سنة1882.
- تغيرت أحوال المسرح وإدارته التي نهض بها عديدون، إلى أن قامت ثورة يوليو 1952، والتفتت إلى أهمية الفنون، فتولى إدارة المسرح أحمد حمروش الضابط السابق الذي لم يفقد انتماءه لحركة الضباط الأحرار، والمثقف الذي له دور لا ينكر في إشاعة ثقافة ثورية جديدة، غزت عقولنا، ودفعتنا إلى الانتساب إليها، وكانت عروض المسرح قد تغيرت بعد فرقة جورج أبيض مع شركة ترقية التمثيل العربية فرقة عكاشة التي قرر المسئولون عنها هدم المسرح وتشييد مسرح جديد من رأس مال الشركة وتم المشروع خلال عامى 1919 - 1920 في سياق ازدهار ثورة 1919. ولذلك لم يكن من الغريب أن يفتتح المبنى الجديد من أول يناير 1927 بعرض أوبريت هدى، من تأليف عمر عارف وتلحين سيد درويش فنان الثورة، وبقي المسرح بالرغم من سقوط الملكية وقيام ثورة يوليو، وتولى الإشراف عليه أحمد حمروش الذي نهض به نهضة عظيمة.
- وقد استقر اسم المسرح على اسم «المسرح القومي» سنة 1958، ولكننا، نحن المصريين فيما يبدو، لا نقبل تغيير الأسماء الأولى، ونبقى على استخدامنا لها، على الرغم مما يحل محلها من أسماء جديدة، وكما ظل اسم شارع فؤاد قائماً بالرغم من تحول اسمه إلى شارع يوليو، بقي اسم مسرح الأزبكية قائما بالرغم من اسم المسرح القومي، ذلك الذي تولى مهمة تقديم جيل جديد من الكتّاب الذين تشبعوا بالأفكار الثورية في النهوض بالمجتمع، وقد ضم هذا الجيل نعمان عاشور صاحب «الناس اللي فوق» (1957) و«الناس اللي تحت» (1958) و«عيلة الدوغري» (1963).. إلخ، وألفريد فرج صاحب «سقوط فرعون» (1957) و«حلاق بغداد» (1964) و«سليمان الحلبي» (1965)، ويوسف إدريس صاحب «ملك القطن» و«جمهورية فرحات» (1957) و«اللحظة الحرجة» و«الفرافير» (1964)، وميخائيل رومان صاحب «الدخان» (1962). وقد انطلقت من المسرح القومي صحوة المسرح الشعري بعد أن كان قد فقد صوته بوفاة أحمد شوقي (1932) وصمت عزيز أباظة (1973)، وقد كانت أصداء مسرحيات الشرقاوي، ابتداء من «مأساة جميلة» وليس انتهاء بمسرحيتيه عن «الحسين» تملأ أسماعنا وتثري وجداننا، مع الأسماء التي تبعته من طراز نجيب سرور وصلاح عبد الصبور.

## العروض المسرحية
- يضم «قاموس المسرح» الذي أعدته لجنة علمية تحت رئاسة فاطمة موسى معلومات وافية عن الفرق الأجنبية الشهيرة التي زارت المسرح، وعروض السينما التي قدّمت عليه، لكن مع غلبة العروض المسرحية، التي تزايد حضورها العربي الذي دعمه جورج أبيض الذي قام بتجديد المسرح وإحيائه في موسم 1912 - 1913، حيث قدم عليه مسرحيات لويس الحادي عشر، والشيخ متلوف، والساحرة، والنساء العالمات، وجرانجوار، وأوديب الملك، وعطيل، والأحدب، وجريح بيروت، وغيرها من المسرحيات التي استمر جورج أبيض في عرضها سنة 1914.

## من خشبة المسرح إلى شاشة التلفزيون
- وكان التلفزيون قد عرض رائعة لطفي الخولي «القضية» مع غيرها من مسرحيات نعمان عاشور ونجوم التأليف المسرحي من شباب ذلك الوقت الذين كانوا مشبعين بأحلام وشعارات ثورة يوليو عن الحرية والاشتراكية والوحدة، وهو الأمر الذي أدى إلى ترجمة أعمال كتّاب عظام من أمثال بروتولت برخت و برنارد شو وسارتر ولوركا وغيرهم، لكن كان النجم الساطع الذي يفرض نفسه علينا، في هذه السنوات الستينية، بعد نعمان عاشور وألفريد فرج، هو سعد الدين وهبة (1925-1997) الذي كانت مسرحياته معروضة، دائماً، في التليفزيون المصري، الذي كان يقدم مسرحية كل ليلة، خصوصا بعد أن تكاثرت الفرق المسرحية، في زمن وزير الثقافة عبد القادر حاتم، الذي كان يهتم بالكيف أكثر من الكم، لكن كانت مسرحيات المسرح القومي (الأزبكية) متألقة باستمرار، فقد كانت تقدم جيلا جديدا من مؤلفي المسرح الذين جذبوا إليهم الانتباه على نحو غير معهود. الطريف أن أغلبهم جاء من مجالات ثقافية غير مسرحية، فقد كان لطفي الخولي ونعمان عاشور ويوسف إدريس كتاب قصة قصيرة، وكتّاب مقالة بارزة في الصحافة المصرية، ولم يكن سعد الدين وهبة، ضابط البوليس الذي استقال من عمله وهو برتبة رائد سنة 1956، استثناء، فقد كتب القصة القصيرة والمقال الصحفي، كما كان مثلهم في الانجذاب إلى فن المسرح بوصفه فنا جمعي التلقي، يمكن أن يحقق وظائف كثيرة في تنوير الأذهان، خصوصا في مدى ما يمكن أن نطلق عليه الواقعية النقدية.